# Dorel Abraham
Dorel Abraham (n. 6 decembrie 1945, Creaca, județul Sălaj) este un sociolog român, fondator, director general (1990-2002) și acționar principal (1996-2018) al Centrului de Sociologie Urbană și Regională – CURS, o instituție privată de cercetare în domeniul dezvoltării comunitare și a sondajelor de opinie publică. Este unul dintre cei mai importanți specialiști români în domeniul sociologiei urbane și sondajelor de opinie. 

## Repere biografice
S-a născut la data de 6 decembrie 1945 în comuna Creaca, județul Sălaj. A absolvit Liceul teoretic din Jibou, județul Sălaj, în anul 1966. Este absolvent al primei promoții (1970) a secției Sociologie din cadrul Facultății de Filosofie a Universității din București. A obținut titlul de doctor în sociologie în anul 1979, cu teza Metode și tehnici de cercetare zonală a localităților urban-rurale, elaborată sub coordonarea științifică a profesorului Henri H. Stahl. În anul 1986 a fost bursier IREX la Universitatea Carolina de Nord, Chapel Hill și Fernand Braudel Center, Binghamton, iar în 1990 Fulbright Scholar la Departamentul de Sociologie al Universității din California, Riverside. În perioada 1990-2011 a predat, ca professor asociat al Facultății de Sociologie și Asistență Socială, Universitatea din București, cursurile de sociologia comunităților și sondaje de opinie.

## Activitate de cercetare
A elaborat o serie de metodologii  de cercetare zonală relativ standardizate pentru determinarea ariilor periurbane; determinarea granițelor și structurii zonelor metropolitane și evaluarea interrelațiilor urban-rural. De asemenea, a formlat numeroși indicatori relativ standardizați (pe baza aplicării formulei utilității maximale) pentru evaluarea comparativă a calității locuirii, a dezvoltării multidimensionale a localităților urbane și rurale, a atracției urbane, precum și a județelor (index pe dimensiuni și pe total). O altă contribuție notabilă o reprezintă identificarea principalelor pattern-uri de urbanizare și dezvoltare urbană în Țările Europei de Răsărit, țările occidentale dezvoltate și țările „lumii a treia”.

## Distincții
În 1992 a primit premiul „Dimitrie Gusti” al Academiei Române pentru volumul Introducere în sociologia urbană, Editura Științifică și Enciclopedică, București, 1991.
Numele sociologului Dorel Abraham este legat de Centrul de Sociologie Urbană și Regională – CURS, care a funcționat sub mai multe denumiri (într-o primă etapă, Laboratorul de Sociologie Urbană al Municipiului București și apoi Laboratorul de Studii și Cercetări Sociologice din IPCT) și a absorbit sociologi din toate promoțiile, începând cu 1970-1975, dar și după 1990.

## Listă selectivă de lucrări publicate
Cărți:       
- Introducere în sociologie urbană, Editura Științifică și Enciclopedică, București, 1991
- Țăranii și Noua Europă, Editura Mica Valahie, 2003 (co-autor)
- Sondaje de opinie publică, Editura Paideia, București,1997 (co-autor)
- Interethnic Relations  in Romania, Sociological Diagnosis and  Evaluation of Tendencies, Editura Carpatica, Cluj Napoca, 1995 (coordonator și co-autor, împreună cu I. Bădescu și S. Chelcea)

Articole: 
- Aspects of the Romanian Migrants' Motivation. Qualitative Research, Revista Română de Sociologie, nr. 1-2, 2019, în colaborare cu M. Burcea, O. Marcovici și I.Șufaru
- Sociologia Urbană, în Tratat de Sociologie generală, Dumitru Otovescu (coord.), Ed. Beladi, 2010
- Influență sau manipulare prin sondaje de opinie? (cu Ionela Sufaru și S.Chelcea) în S. Chelcea (coord.). Fricile sociale ale românilor. Editura Tritonic, 2015
- Aspecte socio-economice ale Zonei Metropolitane București, în Demos-Dezvoltarea durabilă a zonelor metropolitane, Universitatea Creștină „Dimitrie Cantemir”, Editura Pro Universitaria, București, 2008
- Influența mas-media asupra comportamentului civic și electoral în Sociological Refraction and The Reflection of Public Opinion Polls in Romanian Media, Editura Economica, 2005
- Evaluarea sondajelor de opinie, in România Socială, nr.1/2001
- Atlasul sociologic al schimbărilor sociale în România post-comunistă, în revista Sociologie Românească, nr.1/2000
- Social an Economic Trends of Urbanization in Romania, in Netherland Journal of Housing and Built Environment, no.4/1992
- Puterea și proiectarea spațiului construit în Sociologie Românească, nr. 3/1992
- Urbanizarea în România în secolul 20, în revista Romanian Journal of Sociology, no.1-2,1992
- Impactul social al politicilor de dezvoltare urbană: de la planificare centrală la economia de piață, Romanian Journal of Sociology,     vol.2, no.1-2, 1991
- Fenomene sociale post-revoluționare în România: Piața Universității și comportamentul violent colectiv, în revista Romanian Journal of     Sociology, vol.1, no. 1-2, 1990
- Modele de urbanizare în țările est-europene, în revista Journal of Sociology, vol.1, no. 1-2, 1990
- The Sociology of Disasters and Interdisciplinary Research of Earthquakes, în revista Viitorul Social, Nov.-Dec. 6/1988
- Indicatori ai dezvoltarii socio-economice, în revista Viitorul Social, Jul.-Aug./1986